# آيت مالك (سيدي سليمان مول الكيفان)
آيت مالك هي إحدى مشيخات المملكة المغربية، تتبع جغرافيا لعمالة مكناس وإداريًا لسيدي سليمان مول الكيفان. يقدر عدد سكانها بـ 11017 نسمة حسب الإحصاء الرسمي للسكان والسكنى لسنة 2004.